# Cristóbal Cuadrado
Cristóbal Alfonso Cuadrado Nahum (Santiago, 6 de agosto de 1986) es un médico cirujano y político chileno, militante del Frente Amplio. Entre marzo de 2022 y marzo de 2023 se desempeñó como subsecretario de Salud Pública de su país, bajo el gobierno del presidente Gabriel Boric.

## Familia, estudios y carrera profesional
Nació en Santiago de Chile el 6 de agosto de 1986, hijo de Alfonso Sergio Cuadrado Kaiser y Patricia Cecilia Nahum Henríquez. Realizó sus estudios superiores en la carrera de medicina en la Universidad de Chile, egresando en 2012. Luego cursó un magíster (2013) y un doctorado en salud pública en la misma casa de estudios, entre 2014 y 2020.
Ha ejercido su profesión en el área de la salud pública, así también, se ha desempeñado en la docencia, la investigación en temáticas de economía y salud, y en análisis de políticas públicas sectoriales. Es uno de los autores de una investigación sobre el impacto del impuesto adicional a bebidas azucaradas. También, ha sido consultor para organismos internacionales y nacionales, como el Ministerio de Salud, la Organización Panamericana de la Salud (OPS), la Organización para la Cooperación y el Desarrollo Económicos (OCDE), la Comisión Económica para América Latina y el Caribe (Cepal) y la Unión Internacional de Control del Cáncer. En este último organismo trabajó en temas referentes al aseguramiento en salud e impacto económico en las enfermedades no transmisibles y en epidemiología.
Se desempeñó además, como profesor de la Escuela de Salud Pública de la Universidad de Chile y también como investigador del Centro de Economía de la Salud de la Universidad de York, Reino Unido.
Por otro lado, es miembro del directorio de «Médicos Sin Marca», organización que trabaja por el fin de la mercantilización de la salud y medidas en favor de la transparencia. También, es integrante del Colegio Médico de Chile (Colmed), gremio en donde fue responsable del Departamento de Políticas Públicas y Estudios.
Durante el segundo gobierno de Sebastián Piñera, en 2021, fue parte de un grupo de doce especialistas convocados por el Ministerio de Salud que elaboraron una propuesta de «Plan Universal de Salud» y de reforma y mejoramiento del Fondo Nacional de Salud (Fonasa) y del sistema de las Instituciones de Salud Previsional (Isapres).

## Trayectoria política
Políticamente, fue militante del partido Revolución Democrática (RD), siendo parte del directorio de Rumbo Colectivo, el principal think tank de la colectividad. Integró el equipo que elaboró la propuesta en salud del candidato presidencial de Apruebo Dignidad Gabriel Boric, de cara a la elección de noviembre de 2021. En febrero de 2022 fue designado por el entonces presidente electo Gabriel Boric (luego de resultar vencedor en la segunda vuelta de dicha elección), como titular de la Subsecretaría de Salud Pública, función que asumió el 11 de marzo de dicho año, con el inicio formal de la administración. Con ocasión del segundo cambio de gabinete de dicho mandatario, el 10 de marzo de 2023, dejó el puesto, siendo sucedido por la psicóloga y epidemióloga Andrea Albagli Iruretagoyena.